# Somerled
Somerled (Sumarliði en vieux norrois, Somhairle en gaélique) est un seigneur de guerre du XIIe siècle qui s'élève au rang de roi des Îles. D'origine incertaine, mais apparenté par alliance à la famille royale d'Écosse, il se dresse contre son beau-frère Godred Olafsson et le contraint à partager le royaume de Man et des Îles avec lui en 1156, avant de le chasser du pouvoir en 1158. Sa mort à la bataille de Renfrew, en 1164, entraîne la dislocation de son royaume, qui est disputé entre ses descendants et ceux de Godred par la suite.
Après sa mort, il acquiert la stature d'un héros de légende, le défenseur des peuples celtiques contre l'envahisseur norrois et l'initiateur d'une renaissance gaélique. En réalité, Somerled reflète parfaitement la culture hybride qui prévalait dans les Hébrides à son époque.

## Origine
Somerled roi des Hébrides et « regulus » d'Argyll et du Kintyre, est le fils de Gille-Brigde, fils de Gille-Adomnain. Son nom plus tard celtisé en Somhairle, est d'origine scandinave et signifie « guerrier de l'été », les noms de ses père et grand-père sont eux par contre nettement gaéliques ce qui indique son origine mixte issue d'un milieu norvégien-gaël dont la culture était prédominante à l'ouest des Highlands et dans les îles situées à l'ouest de l'Écosse à cette époque. Il n'existe pas de généalogie contemporaine de Somerled mais un siècle après sa mort il lui a attribué comme ancêtre Colla Uais, un des fondateurs légendaires de l'Airgíalla dans le nord de l'Irlande. Plus tard et de façon plus détaillée des récits établissent la lignée Somerled à partir du royaume d'Airgíalla par le biais de Godfrey mac Fergus, un contemporain, de Kenneth mac Alpin (†  858) qui détenait le pouvoir dans les Hébrides et le Dal Riada  vers 850. Le fait que des guerriers d'Airgialla participent aux combats du Cenél Loáirn au Dal Riada au début du VIIe siècle suggère que ces récits ont quelques bases historiques.
Il est difficile en fait de séparer le personnage historique de Somerled du Somhairle Mor mac Gille-Brigde de la tradition gaélique postérieure, dans laquelle il est associé avec ses célèbres descendants le Clan MacDonald les Seigneurs des Isles. Il a été prétendu que ses ancêtres avaient été seigneurs d'Argyll, mais avait été dépossédés à l'époque de son grand-père par les vikings. Dans ce contexte, la tradition fait également de Somerled un champion des gaëls contre la domination scandinave ce qui démontre une méconnaissance du milieu et de l'époque. Quelle que soit son ascendance paternelle, il est clair que le milieu dans lequel il opérait était autant scandinave que gaélique, et que sa souveraineté doit être comparée à celle des dirigeants des Orcades, Dublin, et l'île de Man, tous d'origine scandinave incontestable autant que rois et chefs gaéliques.

## Règne

### Regulus d'Argyll
La première mention historique Somerled dans laquelle il est présenté comme « regulus d'Argyll », intervient en 1153, quand il se rebelle contre le nouveau roi des Scots Malcolm IV d'Écosse. C'est alors que Somerled appuie ses neveux, les fils de Máel Coluim MacHeth, le prétendant au trône de Moray, qui est emprisonné depuis 1134.
Il est évident que Somerled est à cette époque un homme d'âge mûr. Il a été avancé que Somerled était présent lors de la Bataille de l'Étendard en 1138, quand les hommes d'Argyll soutenaient le roi David Ier, ce n'est pas improbable. Pendant le règne du roi David Ier, Somerled, comme son voisin Fergus de Galloway semblent avoir reconnu la puissance royale écossaise.
Somerled s'oppose au jeune roi Malcolm IV pendant plusieurs années puis cherche un accord avec lui en 1160, quand une charte royale de l'abbaye de Kelso datée de « in Natali Domino post proximo concordiam Regis et Sumerledi » en effet trois ans avant en 1157, Máel Coluim MacHeth a été relaxé de prison et fait comte de Ross en compensation de la perte de son domaine de Moray. Entre-temps Somerled avait étendu sa souveraineté sur le royaume de l'île de Man et des Hébrides qui à cette époque était sous la suzeraineté très théorique du royaume de Norvège.

### Le royaume des Isles
Somerled avait épousé selon les Chroniques de Man, Ragnhild, une fille d'Olaf Ier le Rouge († 1153), le fils de Godred Crovan. Pendant quarante années jusqu'à sa mort en 1153 Olaf Ier de Man le père de Ragnhild règne sur le « royaume des Isles », qui comprend l'île de Man et les Hébrides, et s'étend du Calf of Man aux falaises de Butt de Lewis. Olaf avait adopté la titulature latine de « rex insularum » dans ses chartes, une traduction du titre gaélique « rí Innse Gall  » littéralement « roi des Étrangers des iles » qui avait été utilisé depuis la fin du Xe siècle.
Godfred le Noir, le fils et successeur d'Olaf est un roi très impopulaire Un chef de clan local, Thorfinn, fils d'Ottar, vient trouver Somerled et lui propose de donner le royaume à son fils Dughall à la place de Godfred. Un combat naval s'ensuit entre Godfred et Somerled et le 5/6 janvier 1156 Godfred est vaincu par les quatre-vingts vaisseaux de la flotte de Somerled et doit accepter de partager son royaume. D'après les territoires contrôlés ensuite pas ses descendants la part attribuée à Somerled incluait au moins les îles autour de  Mull et Islay dans les Hébrides intérieures, et peut-être aussi North Uist, South Uist et Barra dans les Hébrides extérieures. Godfred ne conserve que l'île de Man et les îles au nord de l'Ardnamurchan. Deux ans plus tard en 1158, Somerled revient vers l'île de Man avec cinquante-trois vaisseaux de guerre, expulse Godfred de sa part du royaume et le force à fuir en Norvège. Godfred ne reviendra pas avant la mort de Somerled pour régner que sur un royaume réduit.
Comme son beau-père, Olaf Ier de Man, et Fergus de Galloway, Somerled est un bienfaiteur de l'église. En 1164 il tente en vain de persuader Flaithbertach Ó Brolchain abbé de Derry († 1175), et successeur de saint Colomba dans la « paruchia irlandaise », de revenir à Iona comme abbé. Il serait également le fondateur du monastère cistercien de Saddell au Kintyre, bien que cet établissement soit plutôt une création de son fils Ranald. La fille de Somerled nommée Bethoc devient la première prieure de l'abbaye bénédictine d'Iona.

### Dernier combat et mort
En 1164 Somerled reprend sa lutte contre Malcolm IV d'Écosse. Il met sur pied une grande expédition avec des troupes des Hébrides, d'Argyll, du Kintyre, et du royaume de Dublin, et remonte le Firth of Clyde avec de nombreux navires avant de débarquer à Renfrew dans le domaine des Stuarts. L'objectif de cette expédition demeure inconnu. Somerled envisageait-il de soutenir Donald MacWilliam († 1187), petit-fils Duncan II d'Écosse et prétendant au trône?
Dans le « Carmen de morte Sumerledi », composé par un certain William, qui prétend avoir été un témoin oculaire de l'événement, la résistance à Somerled était conduite par Herbert de Selkirk, évêque de Glasgow. Somerled est tué dès le début de la bataille, et sa tête prise par un clerc est apportée à l'évêque, qui s'empresse de porter la victoire au crédit de saint Kentigern. Plus tard la tradition gaélique précise qu'il serait mort à la suite d'une trahison avec son fils aîné Gillabrigte (selon les Chroniques de Man : Gillecolm selon les annales de Tigernach : Giolla Bríde), issu d'une première union. Le continuateur des Annales de Tigernach nomme Somerled « roi d'Innse Gall et du Kintyre » lors de sa mort Somerled a plus certainement été inhumé à Iona, qu'à l'abbaye Saddell comme c'est le plus souvent avancé.

## Les descendants de Somerled

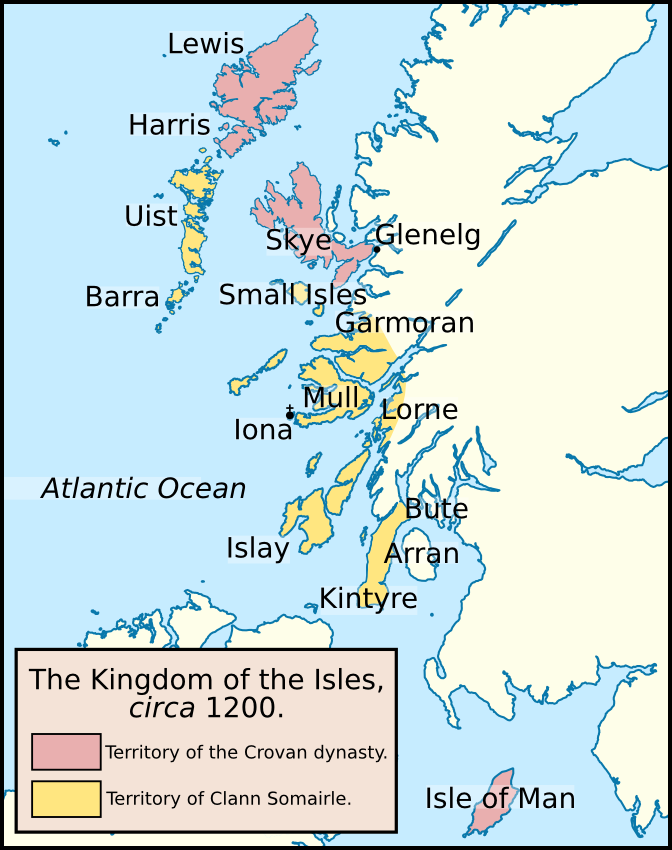
Carte du royaume des Îles vers 1200, partagé entre les descendants de Somerled (en jaune) et ceux de Godred (en rose).

Après la mort de Somerled, ses trois fils survivants de son union avec Rahgnaillt se partagent son royaume : il s'agit de Dughall, ancêtre du clan MacDougall, Ragnald ou Ranald, dont l'un des fils Donald MacRagnald donnera son nom au clan Donald, et Aonghus. Les Chroniques de Man donnent à Somerled et à son épouse un quatrième fils, nommé Olaf.
Une étude, conduite en 2005 par Bryan Sykes, professeur de génétique à l'université d'Oxford, est arrivée à la conclusion que Somerled avait aujourd'hui 500 000 descendants en vie, ce qui fait de lui le second ancêtre le plus commun après Genghis Khan.

## Sources
- (en) A. A. M. Duncan et A. L. Brown, Proceedings of the society, 1956-1957, « Argyll and the Isles in the earlier Middle Ages », p. 192-220.
- (en) W. D. H. Sellar « Somerled (d. 1164) », Oxford Dictionary of National Biography, Oxford University Press, 2004.
- (en) Alex Woolf The origins and ancestry of Somerled. Godfraid mac Fergusa and « The Annals of the Four Masters »
- (en) Richard Oram Domination and Lordship. Scotland 1070-1230 The New Edinburgh History of Scotland III. Edinburgh University Press, (Edinburgh 2011)  (ISBN 9780748614974).

### Articles liés
- Liste des souverains du royaume de Man et des Îles
- Royaume de Man et des Îles